# Seal (Manitoba)

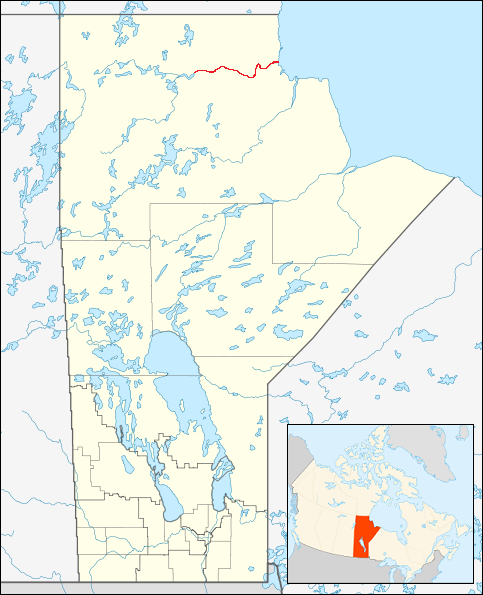

Il Seal  (in inglese Seal River) è un fiume canadese che scorre nel Manitoba, lungo circa 260 chilometri. Nasce dal lago Shethanei e poi scorre verso ovest fino a sfociare nella Baia di Hudson.